# Challenge Cup 1897
La Challenge Cup 1897 fue la segunda edición de este campeonato organizado por la Football Association of Chile (FAC) —antecesora de la Federación de Fútbol de Chile (FFCh)—. Se disputó entre clubes de la ciudad de Valparaíso, y se proclamó campeón por segunda vez el Valparaíso, al vencer en la final al Valparaíso Wanderers.
En mayo de 1897 la Football Association of Chile celebró su encuentro anual, en donde se realizó el sorteo para la nueva edición de la copa. Se inscribieron diez equipos, dos de ellos de Santiago, que competirían bajo el sistema de eliminación directa. El 29 de mayo la FAC llamó a una nueva reunión para realizar en una nueva oportunidad el sorteo, debido a que algunos clubes quedarían exentos en la segunda ronda y en semifinales por el número de participantes.

## Primera ronda
| 6 de junio de 1897 14:25 | Valparaíso                           | 4:2 (3:1) | National      | Valparaíso Sporting Club, Viña del Mar |                        |
|                          | ?' Brown · ?', ?' Lever · ?' Fleming |           | ?', ?' Barrie | Árbitro(s): James Hall                 | Árbitro(s): James Hall |

## Segunda ronda
| 11 de julio de 1897 14:30 | Valparaíso Wanderers | 6:2 (2:1) | Chilian | Población Vergara, Viña del Mar |  |
|                           |                      |           |         | Árbitro(s): James Hall          |  |

| 11 de julio de 1897 | Victoria Rangers | 8:0 | Blue Star | Población Vergara, Viña del Mar |  |
|                     |                  |     |           | Árbitro(s): Taurish             |  |

| 25 de julio de 1897 | Valparaíso | 11:1 | Britannia | Valparaíso Club, Viña del Mar |  |
|                     |            |      |           | Árbitro(s): Taurish           |  |

## Semifinales
| 15 de agosto de 1897 14:30 | Valparaíso | 4:2 (1:1) | Victoria Rangers | Valparaíso Club, Viña del Mar |  |
|                            |            |           |                  | Árbitro(s): James Hall        |  |

## Final
| 8 de septiembre de 1897 | Valparaíso | 3:0 (2:0) | Valparaíso Wanderers | Población Vergara, Viña del Mar |                     |
| 15:00                   |            |           |                      | Árbitro(s): Taurish             | Árbitro(s): Taurish |